# Stuart

Stemma di Casa Stuart

Il casato degli Stuart o Stewart (in gaelico scozzese Stiùbhart) è stata la casa reale della Scozia e successivamente della Gran Bretagna. Il casato era di origine bretone. Il cognome, alle volte, veniva italianizzato in Stuardi e accordato per genere, come nel caso di Maria Stuarda.
Il casato regnò sul Regno di Scozia per 336 anni, tra il 1371 e il 1707. Dopo la morte di Elisabetta I d'Inghilterra, l'ultima monarca della dinastia Tudor, il casato degli Stuart le succedette sui troni di Inghilterra e Irlanda. Tra il 1603 e il 1707 gli Stuart furono i regnanti sui tre regni di Scozia, Inghilterra e Irlanda con la formula dell'unione dinastica. In seguito il loro posto come famiglia reale venne preso dagli Hannover. Diversi membri di vari rami cadetti o illegittimi sono presenti ancora oggi.

## Storia

### Origini

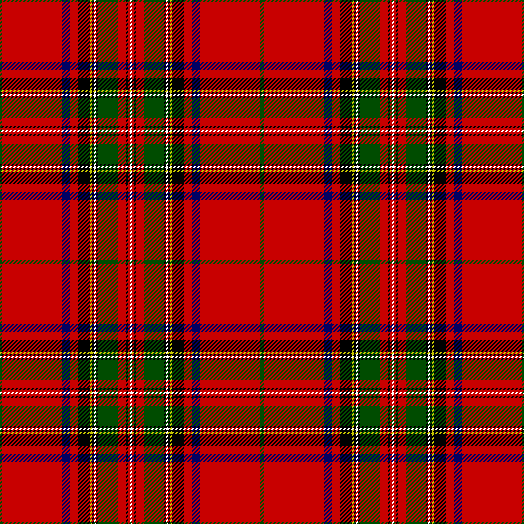
Il tartan del clan Stewart, secondo un'ipotetica ricostruzione del Vestiarium Scoticum del 1842.

Le origini della famiglia Stuart sono remote e oggi piuttosto oscure; si possono far risalire tuttavia ad Alan FitzFlaad seguace del vescovo di Dol, nel ducato di Bretagna, ricoprì gli incarichi prestigiosi di Steward e di Dapifer (letteralmente, "colui che porta il cibo"). Gli storici dichiarano definitivamente che Alan fosse di origine bretone. Alan godeva di ottimi rapporti con Enrico I, che gli concesse terre nella regione dello Shropshire. La famiglia FitzFlaad stabilì proprio nello Shropshire la sua atavica dimora, divenendo in breve tempo una delle famiglie della migliore nobiltà del regno. Alcuni suoi membri ricoprirono l'importante carica di High Sheriff of Shropshire.
Il figlio di Alan, Walter FitzAlan (1100 circa-1177), fu il prediletto della famiglia a ricoprire la carica di High Steward of Scotland, rendendola ereditaria, mentre suo fratello William FitzAlan (1106-1160) divenne High Sheriff del Shropshire da Adeliza di Lovanio, seconda moglie di Enrico I d'Inghilterra. Durante il periodo conosciuto come Anarchia, i due fratelli furono sostenitori di Matilde, Lady of the English nella sua lotta contro il cugino Stefano I d'Inghilterra. Altro sostenitore di Matilda fu suo zio Davide I, re di Scozia appartenente al Casato dei Dunkeld. In seguito alla sconfitta militare di Matilda, che lasciò l'Inghilterra, Walter FitzAlan fu costretto a seguire re Davide I nella sua ritirata verso la Scozia. Qui ricevette terre nel Renfrewshire e gli fu confermato l'incarico a vita di High Steward of Scotland.
Sotto il regno di Malcolm IV di Scozia il titolo di High Steward venne reso ereditario per la famiglia FitzAlan; fu così che il figlio di Walter assunse il cognome Stewart. Il nuovo clan Stewart scelse la città di Dundonald come residenza ufficiale.
Il sesto High Stewart di Scozia, Walter Stewart prese in moglie Marjorie Bruce, figlia del re degli scozzesi Roberto I, e partecipò in prima persona alla battaglia di Bannockburn. Il figlio della coppia, Robert, aveva quindi sangue reale, e quando suo zio Davide II morì senza eredi nel 1371, fu designato come suo successore e prese il nome di Roberto II di Scozia. Si estingueva così il Casato reale di Bruce ed iniziava la dinastia reale Stewart.

### Re di Scozia: da Roberto II a Giacomo V

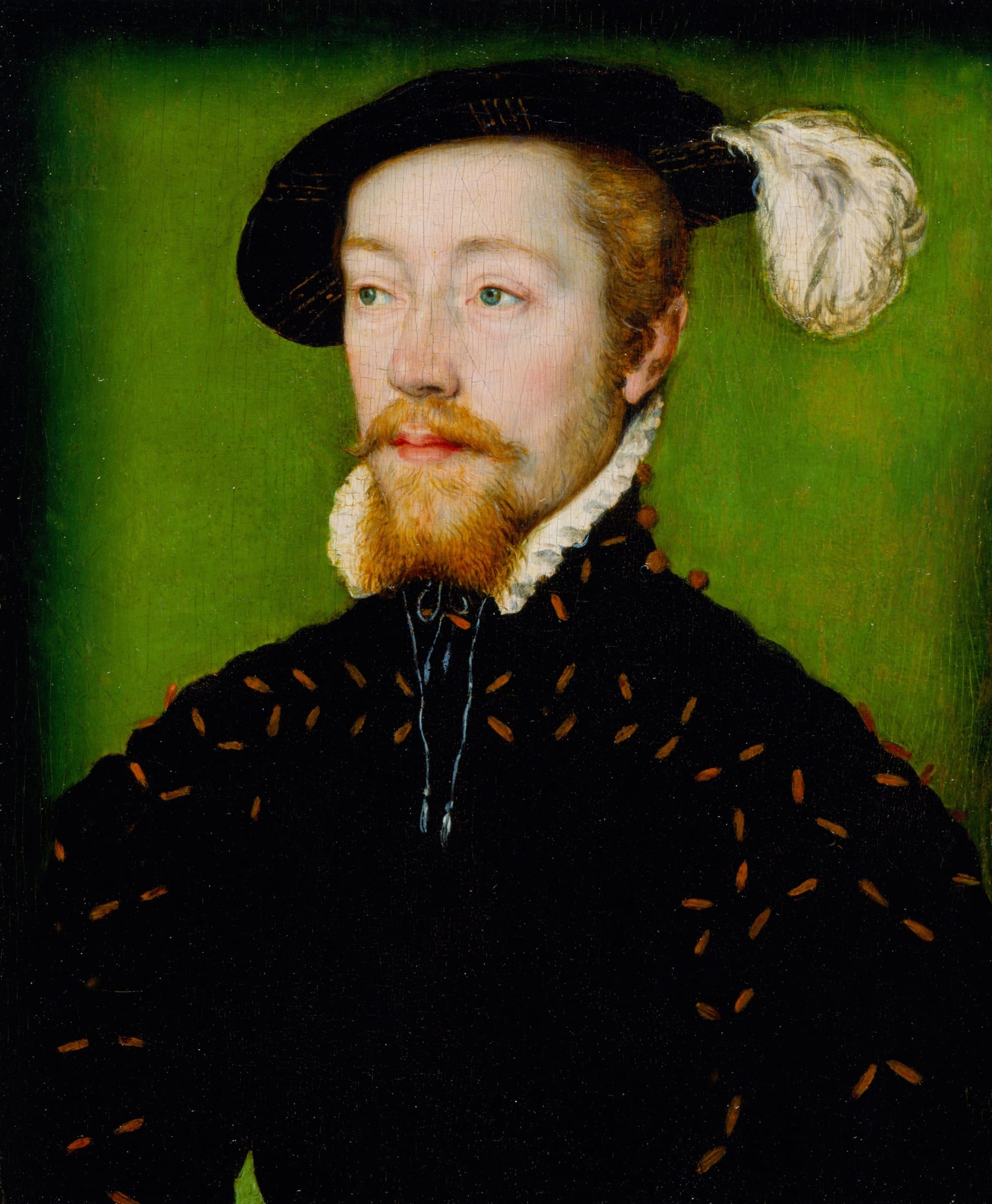
Ritratto di Giacomo V di Scozia, il re che perseverò nella lotta contro l'Inghilterra per tutta la durata del suo regno. Ritratto di Corneille de Lyon.

La nuova dinastia reale si dovette confrontare subito con due gravi ostacoli: al suo interno essa era minacciata dall'indipendenza della nobiltà scozzese, all'esterno dalla potenza militare inglese. Dopo i regni di relativa tranquillità di Roberto II (1371-1390) e Roberto III (1390-1406), alla morte di quest'ultimo, il nuovo re Giacomo I (1406-1437) era prigioniero degli inglesi e tale rimase per diciotto anni, sino a quando i nobili scozzesi capeggiati da suo zio, il duca d'Albany, non pagarono il riscatto per liberarlo nel 1424. Il re, che era stato in stretto contatto con il modello di gestione inglese, intraprese subito azioni decise per riottenere autorità e controllo nel regno. In una di queste fece giustiziare la famiglia Albany, che si era opposta alle sue azioni e che aveva ritardato il pagamento del suo riscatto, contribuendo a gettare il regno nel disordine.
Giacomo I avviò inoltre numerose riforme finanziarie e legali. Ad esempio, con lo scopo di favorire il commercio con altre nazioni, rese le monete scozzesi scambiabili con valuta straniera, solo all'interno dei confini scozzesi. Cercò poi di rimodellare il Parlamento di Scozia su modello di quello inglese e in politica estera, nel 1428 rinnovò la Vecchia Alleanza, un accordo militare franco-scozzese contro l'Inghilterra.
I sovrani che seguirono, Giacomo II (1437-1460) e Giacomo III (1460-1488) affrontarono gli stessi problemi dei loro predecessori nella guerra contro l'Inghilterra ed il potere incontrollato della nobiltà scozzese. Giacomo II, alleatosi con i Lancaster durante la guerra delle Due Rose, finì ucciso durante l'assedio della città reale di Roxburgh. Alla sua morte le congiure continuamente ordite ai danni del potere regio portarono all'assassinio di Giacomo III da parte di un gruppo di nobili scozzesi al soldo del re inglese. Con Giacomo IV (1488-1513) si ebbe il primo serio tentativo di pace con l'Inghilterra: il re infatti decise di sposare la figlia di re Enrico VII Tudor, Margherita. L'unione matrimoniale tra le due dinastie non riuscì tuttavia a mettere fine agli scontri armati e a garantire la pace: allo scoppio delle guerre d'Italia e dopo la formazione della Lega di Cambrai, Giacomo IV si schierò con i francesi, contro gli inglesi. Nel 1513, durante la battaglia di Flodden Field, Giacomo IV, che comandava l'esercito scozzese contro quello di Enrico VIII Tudor, rimase ucciso.
Il regno del suo successore, Giacomo V (1513-1542), fu caratterizzato da un forte fervore religioso, che portò a numerose esecuzioni capitali di eretici; il re non smise inoltre di combattere gli inglesi, ed attuò un piano di alleanza con la Francia, rinnovando la Auld Alliance e sposando la duchessa francese Maria di Guisa. Le battaglie contro il regno d'Inghilterra caratterizzarono tutta la durata del regno di Giacomo V.

### Regina di Scozia: Maria I

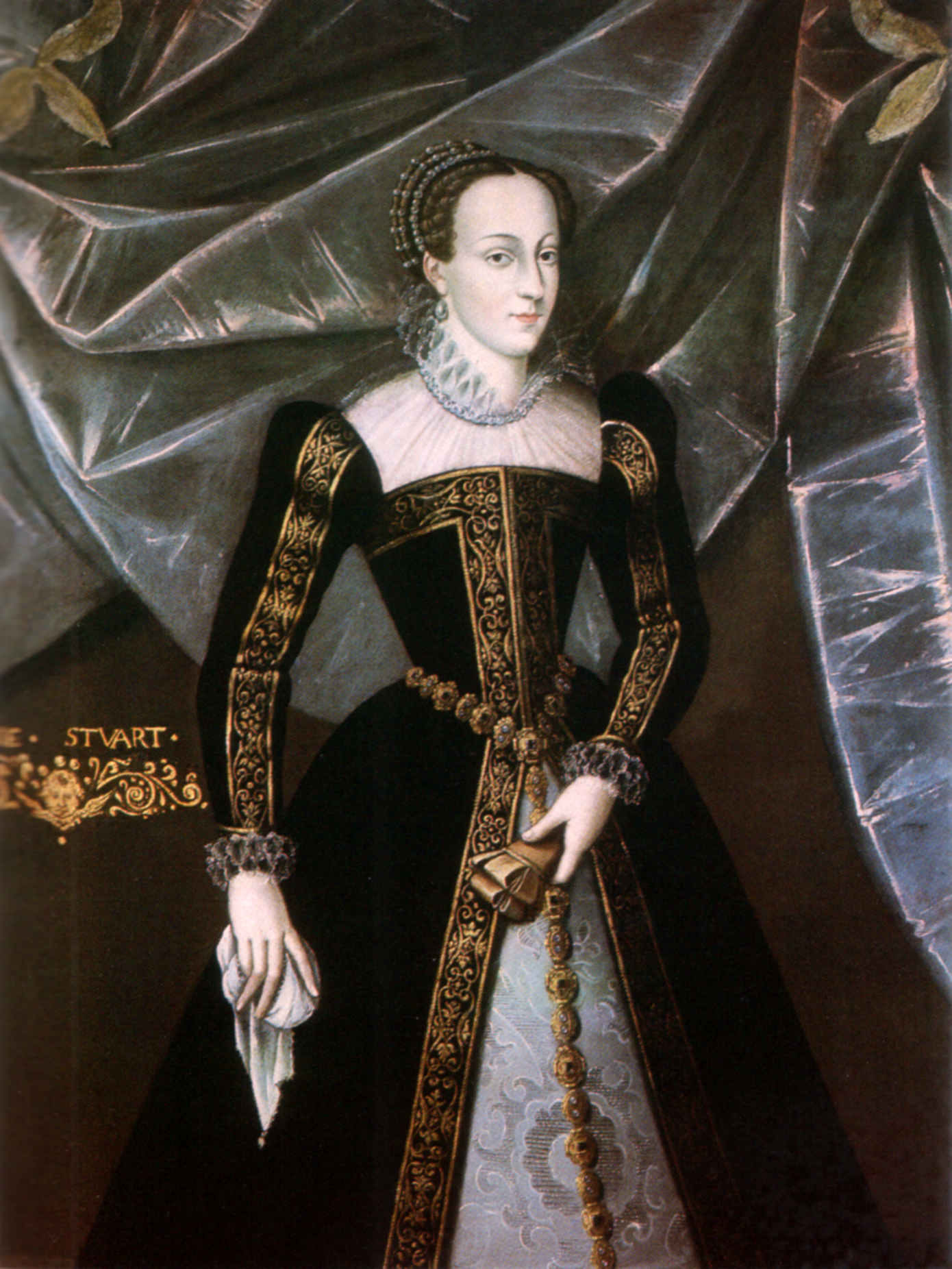
Maria ritratta da un artista anonimo.

Maria I Stuarda, unica figlia sopravvissuta di Giacomo V e di Maria di Guisa, ascese al trono a soli sei giorni di vita nel 1542. Scappata dalle guerre anglo-scozzesi, quand'era ancora bambina, Maria fu cresciuta nell'ambiente colto e raffinato della corte francese di Caterina de' Medici ed ebbe un'ottima educazione in ambito culturale, ma non altrettanto approfondita in ambito politico, giacché la regina consorte di Francia non aveva potere effettivo. Il 24 aprile 1558, a sedici anni, sposò il Delfino di Francia Francesco, che salì al trono come Francesco II il 10 luglio 1559.
Alla morte di Francesco, avvenuta nel dicembre del 1560, Maria tornò in Scozia, dove l'attendeva lo scontro con la nuova religione calvinista, istituita durante la sua assenza. Maria fu una sovrana molto tollerante e questo non fece altro che aumentare il potere dei Lord protestanti. Scontentando i suoi nobili e sua cugina di secondo grado, la regina protestante Elisabetta I, Maria sposò il cattolico Enrico Stuart, Lord Darnley, da cui ebbe un figlio, il futuro Giacomo VI di Scozia. Il carattere di Darnley, le sue alleanze politiche e gli intrighi di corte portarono a una rottura nel rapporto tra i due sovrani.
Scappata in Inghilterra, Maria pensava di poter essere aiutata dalla cugina di secondo grado Elisabetta, che invece la imprigionò per quasi vent'anni. In questi due decenni la regina di Scozia divenne il fulcro e l'anima del cattolicesimo inglese e molti complotti furono organizzati in suo nome per assassinare Elisabetta e innalzare Maria al trono. La regina di Scozia si ritrovò dunque a essere il simbolo vivente della Controriforma e finì sacrificata nella lotta tra la Spagna cattolica di Filippo II e l'Inghilterra protestante di Elisabetta I. Implicata nel complotto Babington, Maria fu accusata di alto tradimento e condannata alla pena capitale.
La sua esecuzione, avvenuta l'8 febbraio 1587, fu un duro colpo all'autorità divina dei sovrani: per la prima volta nella Storia una regina fu giudicata e condannata a morte, nonostante le peraltro flebili proteste dell'Arcivescovo di Londra. L'unico figlio di Maria Stuarda, Giacomo, fu il primo re britannico che riunì i domini inglesi a quelli scozzesi.

### Re d'Inghilterra: Giacomo I

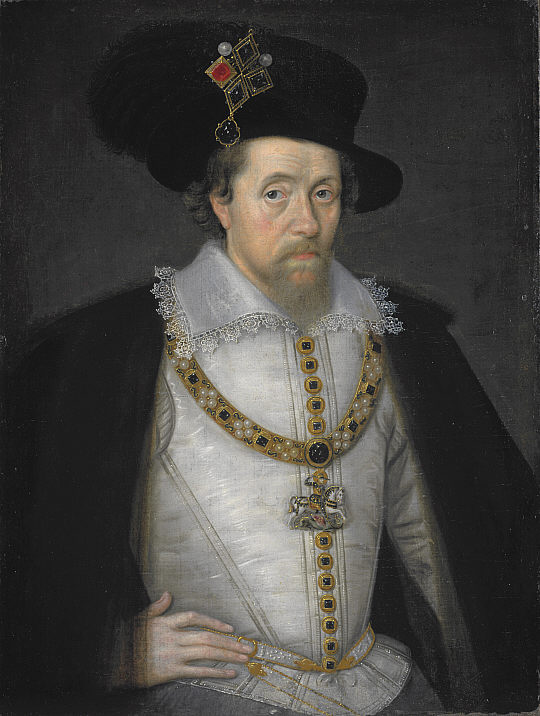
Ritratto di Giacomo I, il primo Stuart a regnare in Inghilterra.

Giacomo VI, figlio di Maria I, regnò in Scozia dal 24 luglio 1567, quando aveva solo un anno, fino alla morte; il paese fu governato da diversi reggenti durante la sua minorità, che terminò ufficialmente nel 1578, sebbene non abbia preso pieno controllo del suo governo fino al 1581. Il 24 marzo 1603, con il nome Giacomo I, succedette a Elisabetta I, ultima rappresentante della dinastia Tudor, che morì nubile e senza figli, sul trono inglese.
Giacomo I fu un monarca popolare in Scozia, ma fronteggiò molte difficoltà in Inghilterra: fu soprattutto incapace di trattare con il Parlamento, che si mostrò subito ostile nei suoi confronti, e di gestire la delicata questione religiosa che infervorava da anni il paese. Il suo gusto per l'assolutismo politico, la sua irresponsabilità nella gestione finanziaria del regno e i suoi impopolari favoriti, come il duca di Buckingham George Villers posero probabilmente le basi per lo scoppio della guerra civile inglese qualche anno dopo. Tuttavia, durante la vita di Giacomo I il governo del regno rimase sempre relativamente stabile.
Assieme ad Alfredo il Grande, Giacomo I è considerato uno dei più colti sovrani sia d'Inghilterra che di Scozia. Durante il suo regno continuò la straordinaria fioritura culturale dell'Età Elisabettiana nella letteratura, nelle arti e nelle scienze. Lo stesso Giacomo era uno studioso di talento, autore di opere sulle arti occulte come il Daemonologie (1597) e il Basilikon Doron (1599), nonché promotore della più importante traduzione in inglese della Bibbia, nota come Bibbia di Re Giacomo, tuttora unica versione ufficiale delle Sacre Scritture ammessa dalla Chiesa anglicana.

### Re d'Inghilterra: Carlo I e la rivoluzione

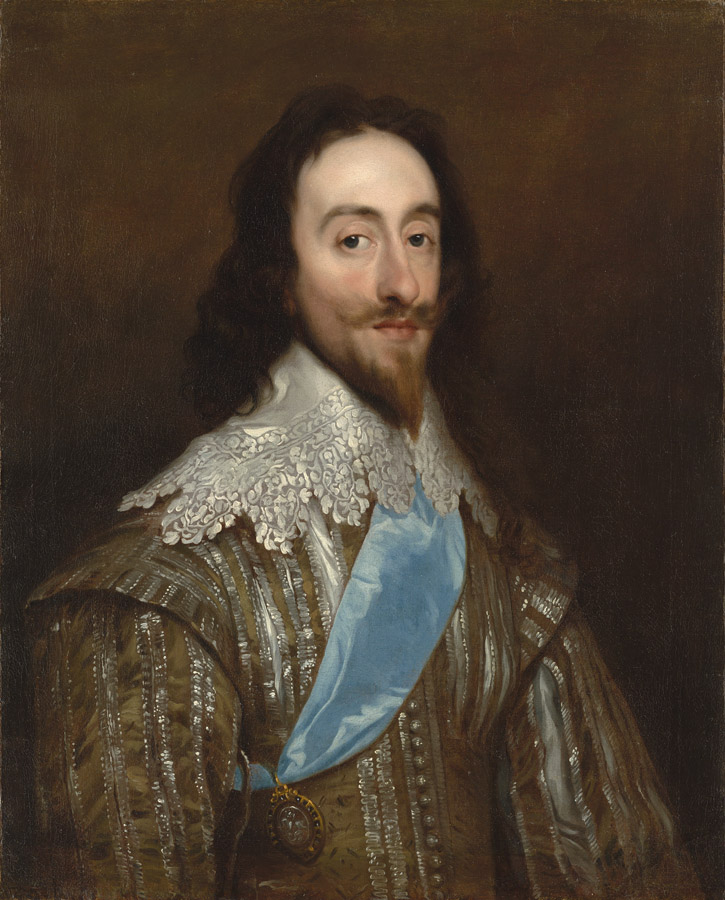
Ritratto di Carlo I nel 1632; opera di Daniel Mytens.

Carlo I divenne re d'Inghilterra, Scozia e Irlanda alla morte del re Giacomo I, nel 1625.
Sostenitore, come il padre, del diritto divino dei re, fu impegnato nella prima fase del suo regno in una dura lotta di potere contro il Parlamento che gli si oppose risolutamente, temendo le sue aspirazioni assolutistiche, soprattutto nel tentativo di riscuotere le tasse senza il suo assenso.
Altra causa di attrito con una parte della società inglese fu la sua politica religiosa: perseverando nel "sentiero intermedio" della Chiesa anglicana, fu ostile alle tendenze riformate di molti dei suoi sudditi inglesi e scozzesi e da questi accusato di essere a sua volta troppo vicino al cattolicesimo. Sposò infatti una principessa cattolica, Enrichetta Maria di Francia, ed ebbe come stretto collaboratore l'arcivescovo di Canterbury, l'anglicano William Laud.
Le tensioni politiche e religiose accumulate nel corso degli anni si concretizzarono con lo scioglimento del Parlamento negli anni denominati del "Governo Personale" ed esplosero nella guerra civile inglese. Negli anni del Governo Personale, Carlo I si dimostrò un sovrano capace e un munifico mecenate. Ma il suo bisogno di soldi per finanziare le guerre lo portò a riassemblare il Parlamento. La situazione però andò degenerando e contro il re si scontrarono le forze parlamentari, che si opponevano ai suoi tentativi di accrescere il suo potere in senso assolutistico, e dei puritani, che erano ostili alle sue politiche religiose. La guerra, iniziata nel 1642, consistette in un susseguirsi di battaglie campali nelle quali emerse la superiorità delle armate parlamentari sui cavaliers fedeli al re e che si conclusero con una disfatta per Carlo, che venne catturato e processato. I suoi giudici, spinti da Oliver Cromwell, lo condannarono a morte con l'accusa di alto tradimento. Carlo I venne così giustiziato il 30 gennaio 1649.
Alla morte di Carlo I, il parlamentare Oliver Cromwell diede vita ad un governo repubblicano, con l'instaurazione del Commonwealth. Alla sua morte, nel 1658, gli succedette il figlio Richard, che non fu in grado di reggere le redini del governo e fuggì da Londra nel 1660.

### Re d'Inghilterra: la Restaurazione di Carlo II

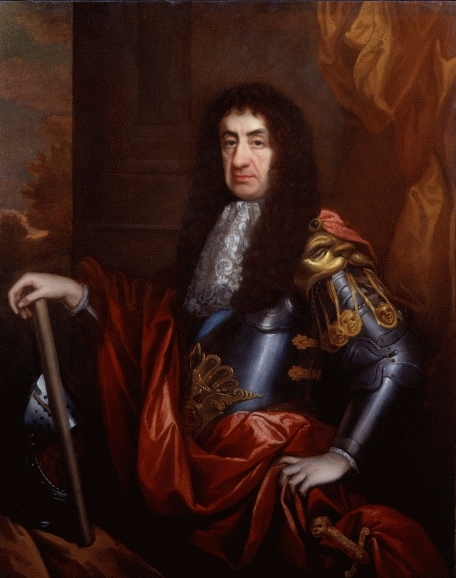
Carlo II in armatura ritratto nel 1680. Dipinto di John Riley.

Fuggito dall'Inghilterra durante la guerra civile che portò all'esecuzione capitale di suo padre, Carlo II tentò di riappropriarsi della corona nel 1651 con la battaglia di Worcester. L'esito negativo del conflitto portò Carlo, che era stato eletto re di Scozia sempre nel 1651, a passare i nove anni che lo separavano dall'insediamento sul trono in terra straniera, ospite in Francia, Spagna e nei Paesi Bassi.
Quando nel 1659 il Protettorato retto da Richard Cromwell cadde, il generale George Monck invitò formalmente Carlo a tornare in patria dove avrebbe governato da re. Il 25 maggio del 1660 Carlo sbarcò su suolo inglese e il 29, giorno del suo trentesimo compleanno, entrò trionfalmente a Londra, dove fu incoronato.
Il regno di Carlo II fu contrassegnato da un grande rinnovamento del Paese. Il grande incendio di Londra del 1666, che distrusse la città, diede al re la possibilità di affidare a prestigiosi architetti come Christopher Wren la ricostruzione della capitale. In politica estera Carlo II partecipò alla prima, alla seconda ed alla terza guerra anglo-olandese, espandendo il potere della marina inglese e consolidando l'autorità inglese nelle colonie del Nuovo Mondo, in particolare in quelle del Nord America. Fino al 1678 Carlo II si avvalse della collaborazione di valenti ministri come Lord Clarendon, Lord Buckingham e Lord Leeds. Fu in questi anni che si definì la differenza fra i due maggiori partiti politici inglesi, il partito Tory e il partito Whig. Entrato in conflitto con il Parlamento, nel 1679 decise di abolirlo e governò come sovrano assoluto sino alla morte, avvenuta nel 1685. Dal suo matrimonio con l'infanta Caterina di Braganza non era riuscito ad avere figli legittimi cosicché erede del suo trono fu il fratello Giacomo, duca di York.
Durante il regno di Carlo II, denominato Merrie Monarch, venne dato grande impulso allo sviluppo della arti e delle scienze, tanto che il re approvò la fondazione della Royal Society.

### Re d'Inghilterra: Giacomo II e la Gloriosa Rivoluzione

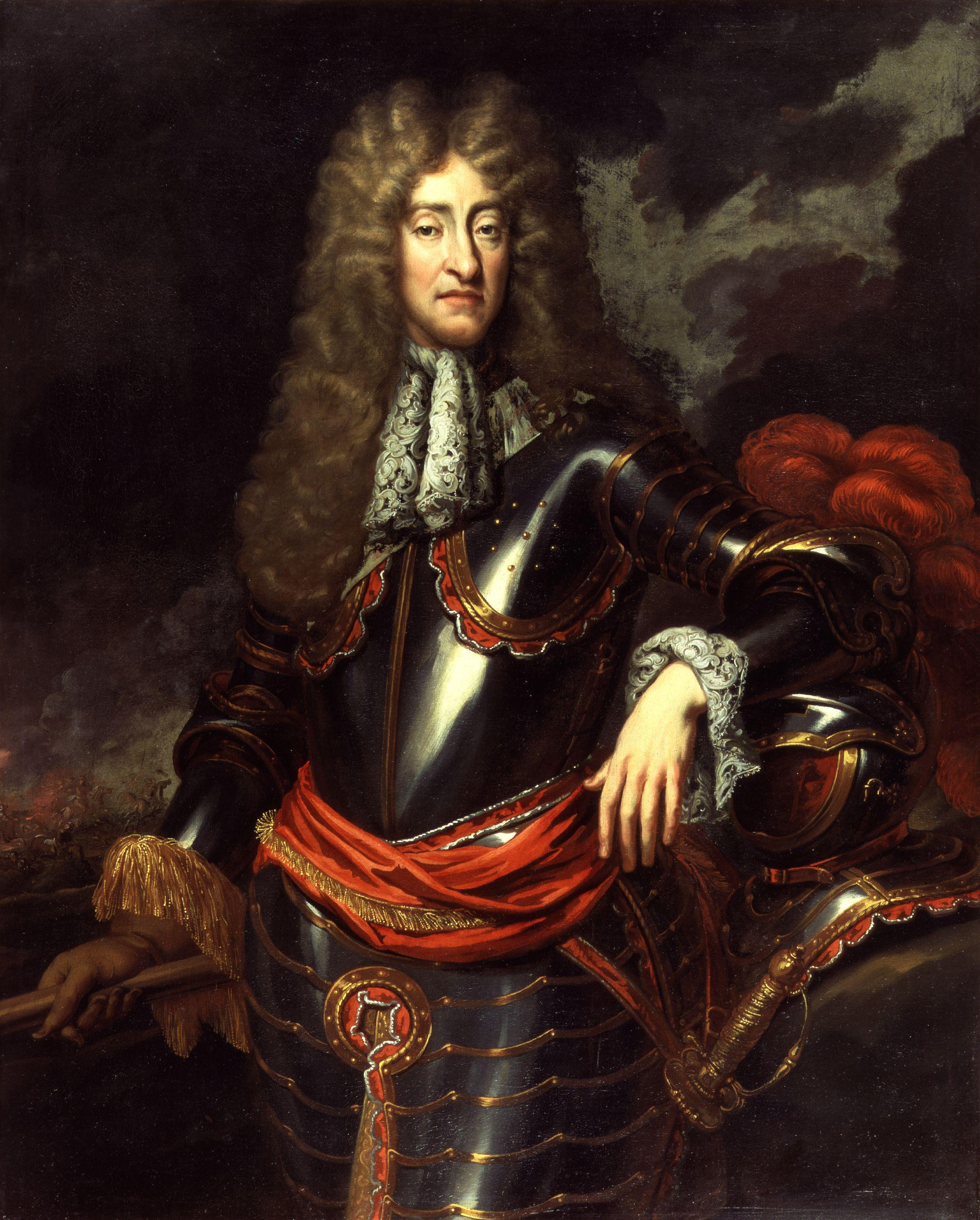
Giacomo II ritratto durante il suo esilio in Francia.

Giacomo II divenne re nel 1685, alla morte del fratello maggiore Carlo. Nonostante l'opposizione di una parte del Parlamento, sfociata nell'Exclusion Bill e nel Rye House Plot, la sua nomina venne avallata dal Parlamento, che gli promise gli stessi contributi che erano spettati a suo fratello e predecessore. Ben presto però, alcuni suoi sudditi cominciarono a diffidare della sua politica religiosa apertamente filo-cattolica e lo sospettarono di dispotismo. Con la nascita del suo primo figlio maschio sopravvissuto, Giacomo Francesco Edoardo (1688), Giacomo II si assicurava una discendenza cattolica. Esclusi dalla successione al trono, Maria e Guglielmo d'Orange, rispettivamente figlia e genero di Giacomo II, decisero di intervenire militarmente. Con l'appoggio di larga parte del Paese, l'esercito olandese invase l'Inghilterra. Giacomo II, incapace di resistere all'invasione, fu costretto all'esilio durante quella che è passata alla storia con il nome di Gloriosa Rivoluzione. Il Parlamento inglese lo dichiarò decaduto l'11 dicembre 1688, quello scozzese l'11 aprile 1689. Suo successore non fu il figlio primogenito maschio, Giacomo Francesco Edoardo, cattolico, ma la figlia protestante, Maria II, che regnò affiancata dal marito, Guglielmo III. I due sovrani vennero riconosciuti dal Parlamento e cominciarono a regnare nel 1689.
Giacomo venne esiliato, ma tentò ben presto di recuperare il trono perduto: nel 1689 sbarcò nell'Irlanda cattolica, da dove sperava di riuscire a giungere a Londra guidando i suoi sostenitori, che presero il nome di giacobiti. Nonostante avesse raccolto attorno a sé un folto esercito, finanziato in larga parte dal cugino francese Luigi XIV, Giacomo II venne sconfitto nella battaglia del Boyne, presso Dublino, e dovette fare ritorno in Francia. Nei suoi ultimi anni Giacomo II visse grazie ad un appannaggio garantito dal re di Francia e stabilì la sua corte presso Saint-Germain-en-Laye fino al 1701, anno della sua morte.

### Regina d'Inghilterra: Maria II

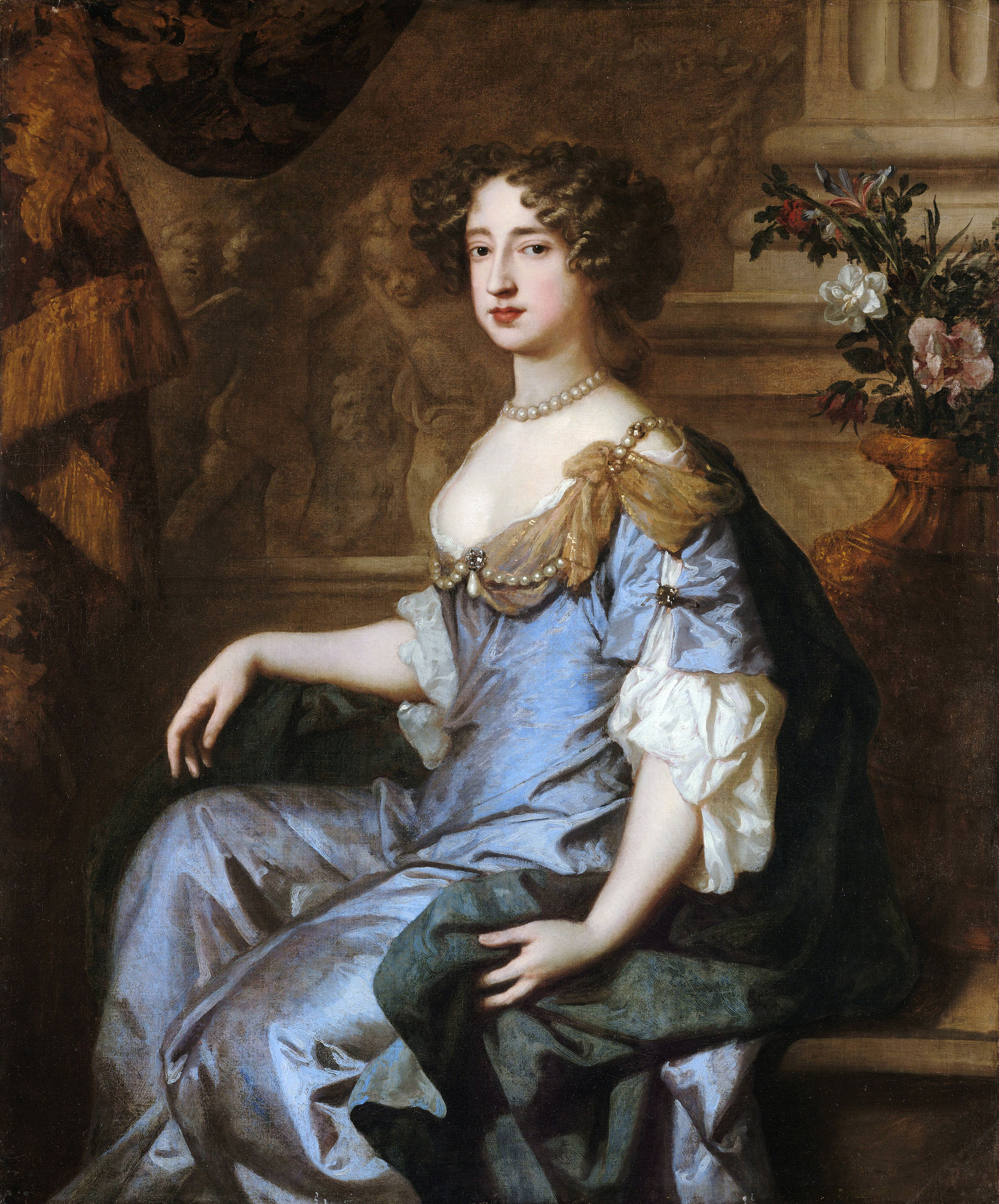
Ritratto di Maria II, opera di Peter Lely.

Figlia di re Giacomo II, andò in sposa al principe protestante Guglielmo d'Orange. Agli albori della gloriosa rivoluzione, nel 1688, appoggiò il marito nel suo progetto di invasione dell'Inghilterra; infatti, con la nascita del nuovo figlio del re, Giacomo Francesco Edoardo, Maria perdeva la possibilità di succedere al padre nella guida del regno d'Inghilterra. Fu così che un esercito olandese sbarcò sulle coste inglesi e che, dopo la fuga di Giacomo II, il Parlamento lo dichiarò decaduto e proclamò Maria e Guglielmo sovrani d'Inghilterra con i nomi di Maria II e Guglielmo III.
Dopo anni tornavano a regnare congiuntamente un re e una regina. Nei primi anni la coppia dovette affrontare il tentativo di Giacomo II di riprendere possesso del trono (battaglia del Boyne) e approvare una Dichiarazione che escludeva Giacomo Francesco Edoardo dalla successione in favore di Anna, sorella di Maria. Venne inoltre stabilito che, qualora Maria fosse morta, Guglielmo avrebbe regnato da solo, senza dover rinunciare ai suoi diritti, ma i suoi figli avuti da un'altra relazione non avrebbero potuto ereditare il trono.
Nella realtà dei fatti Maria II non regnò mai; i compiti politici e istituzionali erano tutti nelle mani del marito Guglielmo III. La regina aveva un compito di rappresentanza e di consiglio. Tuttavia, nei lunghi periodi di assenza di Guglielmo, che preferì sempre risiedere nei Paesi Bassi e che si spostò sul continente per affrontare gli eserciti di Luigi XIV per larga parte del suo regno, Maria lo sostituì negli incarichi di maggiore rilevanza. Quando lei morì di vaiolo nel 1694, Guglielmo III regnò da solo per i restanti anni.

### Regina di Gran Bretagna: Anna

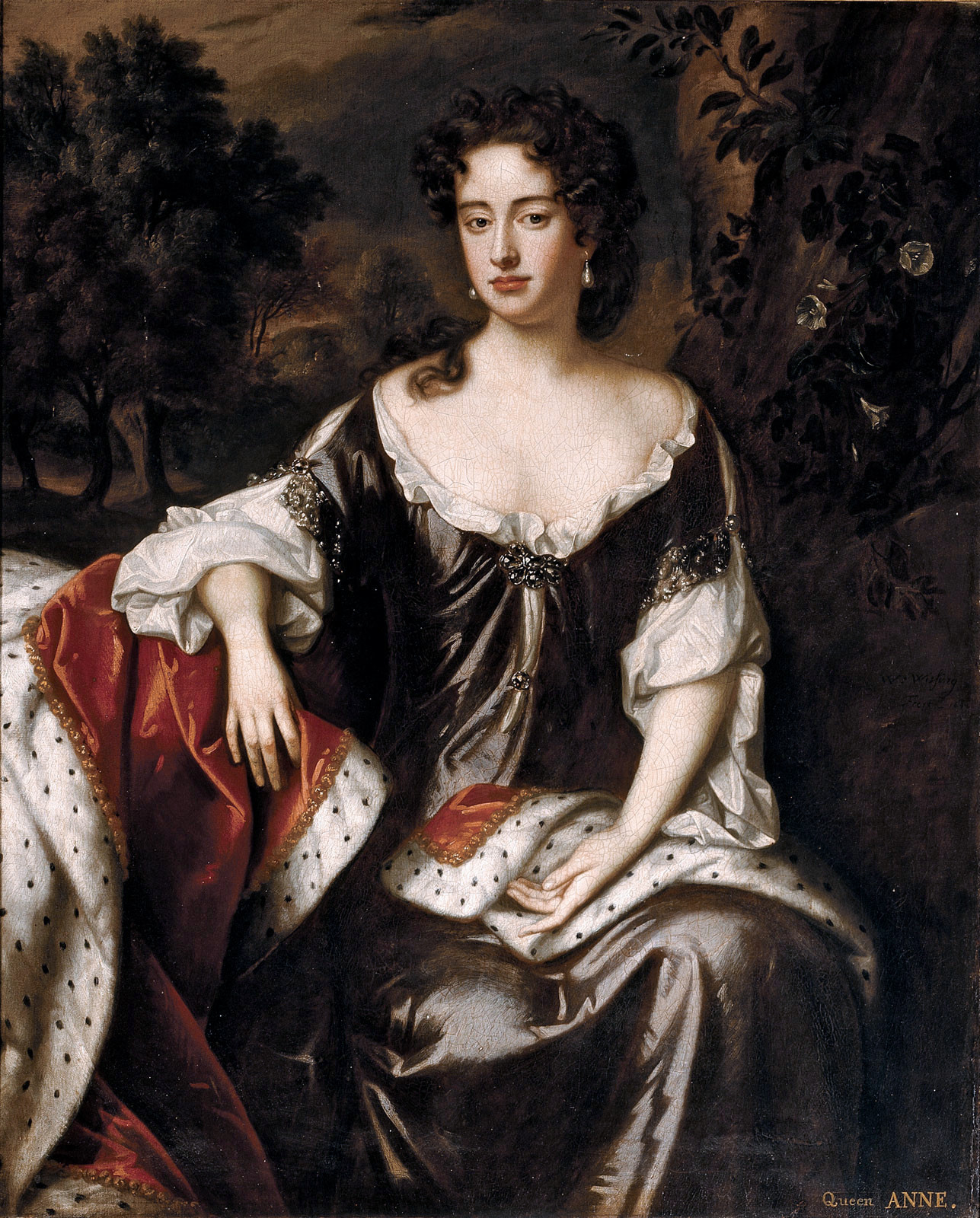
La regina Anna in un ritratto di Willem Wissing.

Il 1º maggio 1707, Inghilterra e Scozia furono unite in un unico regno ed Anna divenne la prima sovrana di Gran Bretagna. Anna fu anche l'ultima sovrana del casato degli Stuart; le succedette un lontano cugino, Giorgio, del casato di Hannover, discendente di Elisabetta, figlia di Giacomo I.
La vita di Anna fu segnata da molte crisi relative alla successione alla corona. Oltre alle già ricordate vicende legate alla Gloriosa Rivoluzione, Anna soffriva della sindrome di Hughes-Stovin, che le rendeva estremamente difficile portare a termine la gravidanza; infatti la regina ebbe dal marito, Giorgio di Danimarca, un figlio, che le premorì (1700).
L'incapacità prima di Maria e poi di Anna di generare un figlio che sopravvivesse fino all'età adulta provocò una nuova crisi di successione, perché in assenza di un erede protestante, suo padre Giacomo II o Giacomo Francesco Edoardo, figlio della seconda moglie dell'ex re, avrebbero potuto cercare di riconquistare il trono.
La vittoria dei due Stuart sarebbe stata un ritorno al cattolicesimo romano. Fu per questa ragione che il Parlamento approvò una legge di successione che escludeva tutti i discendenti cattolici degli Stuart, designando al loro posto i protestanti principi d'Hannover, discendenti di Sofia del Palatinato lontana parente di Anna. L'Inghilterra costrinse la Scozia ad accettare questa scelta, giungendo nel 1707 all'unificazione dei due regni con l'Atto di Unione.
Quando Anna si spense nel 1714 la successione era decisa: il tedesco Giorgio, con il nome di Giorgio I, divenne re inaugurando una nuova dinastia.

### Il giacobitismo

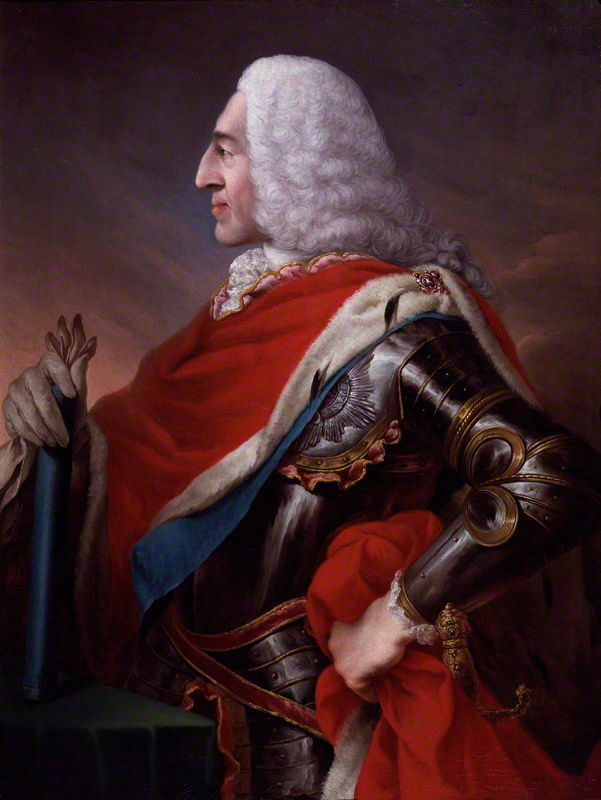
Il principe Giacomo Francesco Edoardo in un ritratto di Louis Gabriel Blanchet.

Dopo la sconfitta sul fiume Boyne, Giacomo II rinunciò definitivamente a ritornare sul trono e visse i suoi ultimi anni ritirato a Saint-Germain-en-Laye sotto la protezione del cugino Luigi XIV. Alcuni stati europei tuttavia continuarono a considerarlo come il legittimo re d'Inghilterra: Francia e Stato della Chiesa, alla morte di Giacomo II, riconobbero il figlio Giacomo Francesco Edoardo re con il nome di Giacomo III. Conosciuto anche con il nome di Vecchio Pretendente, Giacomo III tentò di reimpadronirsi del trono e sbarcò in Inghilterra per ben due volte; nonostante l'aiuto garantito delle milizie assoldate da John Erskine, conte di Mar venne sconfitto e si ritirò a Roma. Fu per breve tempo Re titolare di Scozia dal 1745 al 1746 con il nome di Giacomo VIII, con la reggenza di suo figlio Carlo Edoardo, noto come il Giovane Pretendente.
Alla sua morte, avvenuta nel 1766, Carlo Edoardo venne riconosciuto dai suoi partigiani come Carlo III di Gran Bretagna e seguì le imprese del padre nel tentativo di tornare sul trono. Con la complicità di insurrezioni, passate alla storia con il nome di insurrezioni giacobite, scoppiate in Scozia, Carlo combatté anche prima della morte del padre contro le truppe regolari inglesi, sconfiggendole a Prestonpans e Falkirk, ma dovette soccombere nella battaglia di Culloden, la disfatta lo costrinse a rifugiarsi in Francia.
Con la morte di Carlo Edoardo il titolo di pretendente passò al fratello cardinale Enrico Benedetto (Enrico IX per i giacobiti), che fu l'ultimo membro della famiglia Stuart. Il titolo di Pretendente giacobita al trono d'Inghilterra passò poi nelle mani di discendenti sabaudi; suoi detentori furono poi gli Austria-Este e i Wittelsbach. Oggi il titolo è detenuto dal duca di Baviera Francesco. Nessun pretendente giacobita, dopo la morte di Enrico Benedetto nel 1807, ha più rivendicato apertamente il trono di Gran Bretagna agli Hannover.
Esistono tuttori discendenti illegittimi di Carlo Edoardo, tramite la figlia legittimata Charlotte Stuart, duchessa di Albany.

## Rami cadetti

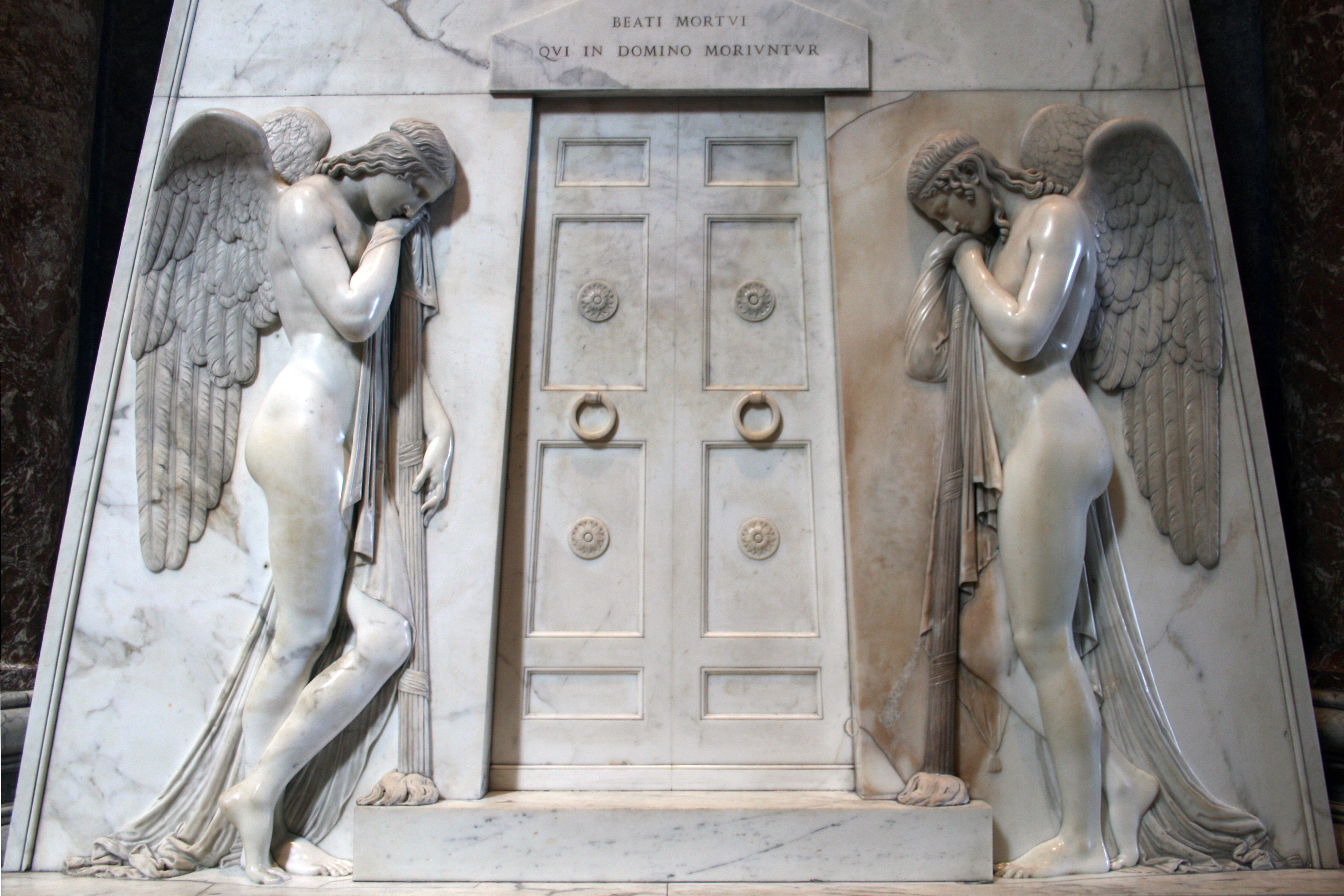
Tomba degli ultimi membri della dinastia Stuart, Basilica di San Pietro, Vaticano (1819) - Opera di Antonio Canova.

La famiglia Stuart si divise in diversi rami collaterali, tra cui i più celebri:
- Stewart di Alpin
- Stewart di Castle Stewart
- Stewart di Galloway
- Stewart di Darnley

Imparentati con gli Stuart furono anche le famiglie Hamilton, Gordon e Campbell.

## Linea di successione

### Re di Scozia
| Immagine | Nome                    | Note                                                                          | Consorte                                            | Stemma                 |
| -------- | ----------------------- | ----------------------------------------------------------------------------- | --------------------------------------------------- | ---------------------- |
|          | Roberto II (1371-1390)  | Cugino di re Davide II di Scozia, morto senza discendenza.                    | Elizabeth Mure Eufemia de Ross                      | Tartan del Clan Stuart |
|          | Roberto III (1390-1406) | Figlio del precedente re, Roberto II.                                         | Annabella Drummond                                  | Tartan del Clan Stuart |
|          | Giacomo I (1406-1437)   | Figlio del precedente re, Roberto III.                                        | Giovanna Beaufort                                   | Tartan del Clan Stuart |
|          | Giacomo II (1437-1460)  | Figlio del precedente re, Giacomo I.                                          | Maria di Gheldria                                   | Tartan del Clan Stuart |
|          | Giacomo III (1460-1488) | Figlio del precedente re, Giacomo II.                                         | Margherita di Danimarca                             | Tartan del Clan Stuart |
|          | Giacomo IV (1488-1513)  | Figlio del precedente re, Giacomo III.                                        | Margherita d'Inghilterra                            | Tartan del Clan Stuart |
|          | Giacomo V (1513-1542)   | Figlio del precedente re, Giacomo IV.                                         | Maddalena di Francia Maria di Guisa                 | Tartan del Clan Stuart |
|          | Maria I (1542-1567)     | Figlia del precedente re, Giacomo V.                                          | Francesco II di Francia Enrico Stuart James Hepburn | Tartan del Clan Stuart |
|          | Giacomo VI (1567-1625)  | Figlio di Maria, divenne re d'Inghilterra nel 1603 con il nome di Giacomo VI. | Anna di Danimarca                                   | Tartan del Clan Stuart |

### Re d'Inghilterra, Scozia, Irlanda e Gran Bretagna
| Immagine | Nome                         | Note | Consorte                        | Stemma                        |
| -------- | ---------------------------- | --- | ------------------------------- | ----------------------------- |
|          | Giacomo I & VI (1603-1625)   | Cugino di Elisabetta I Tudor, fu il primo membro della famiglia Stuart ad essere anche re d'Inghilterra.                                        | Anna di Danimarca               | Stemma della Real Casa Stuart |
|          | Carlo I (1625-1649)          | Figlio del precedente re, Giacomo I. | Enrichetta Maria di Francia     | Stemma della Real Casa Stuart |
|          | Carlo II (1660-1685)         | Figlio del precedente re, Carlo I. Regnò a partire dal 1660, anno della caduta del Commonwealth di Oliver Cromwell.                             | Caterina di Braganza            | Stemma della Real Casa Stuart |
|          | Giacomo II & VII (1685-1688) | Fratello del precedente re, Carlo II e figlio di Carlo I.                                                                                       | Anna Hyde Maria Beatrice d'Este | Stemma della Real Casa Stuart |
|          | Maria II (1689-1694)         | Figlia del precedente re Giacomo II, dopo la Gloriosa Rivoluzione regnò congiuntamente al marito Guglielmo III d'Orange.                        | Guglielmo III d'Orange          | Stemma della Real Casa Stuart |
|          | Anna (1702-1714)             | Sorella della precedente regina Maria II e figlia di Giacomo II. Fu l'ultima sovrana della famiglia Stuart e la prima sovrana di Gran Bretagna. | Giorgio di Danimarca            | Stemma della Real Casa Stuart |

### Pretendenti Giacobiti Stuart
| Immagine | Nome                                                            | Note | Consorte                  | Stemma                |
| -------- | --------------------------------------------------------------- | --- | ------------------------- | --------------------- |
|          | Giacomo II & VII (1685-1701)                                    | Spodestato dopo la Gloriosa Rivoluzione, visse esule in Francia, presso il cugino Luigi XIV.                                           | Maria Beatrice d'Este     | Stemma di Casa Stuart |
|          | Giacomo Francesco Edoardo Stuart Giacomo III & VIII (1701-1766) | Figlio del precedente re, Giacomo II, visse a Parigi e a Roma; tentò di riprendere il trono britannico. Noto come Vecchio Pretendente. | Maria Clementina Sobieska | Stemma di Casa Stuart |
|          | Carlo Edoardo Stuart Carlo III (1766-1788)                      | Figlio di Giacomo Francesco Edoardo, provò con un tentativo armato a tornare sul trono britannico. Noto come Giovane Pretendente.      | Luisa di Stolberg-Gedern  | Stemma di Casa Stuart |
|          | Enrico Benedetto Stuart Enrico IX & I (1788-1807)               | Figlio di Giacomo Francesco Edoardo e fratello di Carlo Edoardo, fu cardinale della Chiesa cattolica.                                  | –                         | Stemma di Casa Stuart |